# Diplazium chimboanum
Diplazium chimboanum là một loài thực vật có mạch trong họ Woodsiaceae. Loài này được (Sodiro) C. Chr. miêu tả khoa học đầu tiên năm 1913.